# Struthio brachydactylus
Struthio brachydactilus je izumrla prapovijesna ptica neletačica iz roda nojeva, reda nojevki. Ovaj noj živio je u kasnom pliocenu. Njegovi fosili nađeni su u Ukrajini. Zbog toga što postoje samo njegovi fosili, nema puno podataka o njemu.